# Massacro di Novgorod
Il massacro di Novgorod fu posto in essere nella città di Novgorod, Russia nel 1570. Il massacro iniziò il 9 gennaio, e continuò fino al 12 febbraio.
Ivan il Terribile era convinto che i boiardi della città di Novgorod stessero concludendo un'alleanza con la Polonia, e inviò un esercito a Novgorod per fermarli il 2 gennaio. Gli Opričniki costruirono delle mura intorno alla città per evitare che i cittadini scappassero. Durante il corso dell'assedio le truppe di Ivan fecero più volte scorribande nella città catturando nobili e popolani che venivano torturati e uccisi davanti a Ivan e a suo figlio.
Il conto ufficiale delle vittime fu di 1.500 boiardi e all'incirca lo stesso numero di semplici cittadini. I ricercatori russi moderni stimano invece un numero di complessivo di vittime che va dai 2.500 ai 12.000 uomini (dopo le carestie e le epidemie verificatesi negli anni '60 del XVI secolo la popolazione di Novgorod non superava le 10.000-20.000 unità.). Analizzando i resoconti del leader degli opričniki Maljuta Skuratov e le liste di commemorazione funebre (sinodiki), R. Skrynnikov ritiene che il numero delle vittime si aggirasse realmente tra le duemila e le tremila unità..